# Barragem de Freixeirinha
A Barragem de Freixeirinha está implantada sobre a ribeira da Freixeirinha localizando-se no município de Montemor-o-Novo, distrito de Évora, Portugal. A barragem foi projectada em 1987 e entrou em funcionamento em 1995.

## Barragem
É uma barragem de aterro. Possui uma altura de 37 m acima da fundação e um comprimento de coroamento de 356 m (largura 9 m). O volume da barragem é de 330.000 m³. Possui uma capacidade de descarga máxima de ... (descarga de fundo) + 107 (descarregador de cheias) m³/s.

## Albufeira
A albufeira da barragem apresenta uma superfície inundável ao NPA (Nível Pleno de Armazenamento) de ... km² e tem uma capacidade total de 6,7 Mio. m³ (capacidade útil de 6,2 Mio. m³). As cotas de água na albufeira são: NPA de 134 metros, NMC (Nível Máximo de Cheia) de 135,5 metros e NME (Nível Mínimo de Exploração) de ... metros.